# Christian Arnsperger
Christian Arnsperger (1966, Bélgica) es doctor en ciencias económicas por la Universidad de Lovaina, docente e investigador del FRNS, miembro de la Cátedra Hoover de Ética económica y social en la Universidad Católica de Lovaina. Sus ámbitos de investigación son la economía institucional, la ética económica y social, la epistemología y filosofía de la economía.

## Obra
Ha publicado numerosos artículos y ensayos, entre los que destacan:
- Ética económica y social (Paidós, 2002)
- Critical political economy (Routledge, 2007)
- Crítica de la existencia capitalista (Edhasa, 2008).